# ウィズアウト・ユー (ケリー・クラークソンの曲)
「ウィズアウト・ユー」（原題:My Life Would Suck Without You マイ･ライフ・ウッド・サック・ウィズアウト・ユー ＝あなたのいない人生なんて意味がない）は、アメリカ合衆国のポップ・ロック歌手/ソングライターケリー・クラークソンの楽曲。この楽曲は、彼女の4作目のスタジオ・アルバム『オール・アイ・エヴァー・ウォンテッド』からファースト・シングルとして2009年にリリースされた。楽曲はクラークソンのヒットシングル「シンス・ユー・ビーン・ゴーン」を生んだマックス・マーティン、ドクター・ルークのコンビがコ・プロデュースと楽曲製作を行っている。クロード・ケリーは作詞で楽曲に参加した。
この楽曲は、アメリカ合衆国では2002年に1位を獲得した「ア・モーメント・ライク・ディス」以来2度目の、
カナダでは「ア・モーメント・ライク・ディス」、2005年の「シンス・ユー・ビーン・ゴーン」以来3度目の、イギリスのUKシングルチャートでは自身初にしてアメリカン・アイドル出身者初のチャート第1位獲得を果たしている。

## 収録曲
プロモーショナル・シングル
1. "My Life Would Suck Without You" (Main Version) [03:33]
2. "My Life Would Suck Without You" (Main Version with Intro) [03:51]

デジタル・シングル
1. "My Life Would Suck Without You" (Main Version) [03:33]

CDシングル (B001PS0EWU) 
1. "My Life Would Suck Without You" (Main version) [03:31]
2. "My Life Would Suck Without You" (Instrumental) [03:31]

マキシ・CDシングル (88697463372)
1. "My Life Would Suck Without You" (Main Version) [03:31]
2. "My Life Would Suck Without You" (Instrumental) [03:31]
3. "Don't Waste Your Time" (Main Version) [03:36]
4. "My Life Would Suck Without You" (Video) [Enhanced]

## リリース日一覧
| 国               | リリース日    | 規格                               | レーベル                  |
| ---------------- | ------------- | ---------------------------------- | ------------------------- |
| アメリカ合衆国   | 2009年1月13日 | エアプレイ                         | RCAレコード               |
| ヨーロッパ       | 2009年1月16日 | デジタル・ダウンロード             | ソニー・ミュージック      |
| カナダ           | 2009年1月16日 | デジタル・ダウンロード             | ソニー・ミュージック      |
| アメリカ合衆国   | 2009年1月16日 | デジタル・ダウンロード             | RCAレコード               |
| オーストラリア   | 2009年1月19日 | デジタル・ダウンロード             | ソニー・ミュージック      |
| オーストラリア   | 2009年2月2日  | CDシングル                         | ソニー・ミュージック      |
| ニュージーランド | 2009年1月19日 | デジタル・ダウンロード             | ソニー・ミュージック      |
| イタリア         | 2009年1月30日 | デジタル・ダウンロード             | ソニー・ミュージック      |
| イギリス         | 2009年2月21日 | デジタル・ダウンロード             | RCA・レーベル・グループUK |
| イギリス         | 2009年3月2日  | CDシングル                         | RCA・レーベル・グループUK |
| オランダ         | 2009年2月16日 | デジタル・ダウンロード             | ソニー・ミュージック      |
| ドイツ           | 2009年2月27日 | CDシングル、デジタル・ダウンロード | ソニー・ミュージック      |